# Frullania purpurea
Frullania purpurea là một loài Rêu trong họ Jubulaceae. Loài này được Stephani mô tả khoa học đầu tiên năm 1911.